# TRMT10A
TRMT10A (англ. TRNA methyltransferase 10A) – білок, який кодується однойменним геном, розташованим у людей на короткому плечі 4-ї хромосоми.  Довжина поліпептидного ланцюга білка становить 339 амінокислот, а молекулярна маса — 39 719.
| 10         |  | 20         |  | 30         |  | 40         |  | 50         |
| ---------- |  | ---------- |  | ---------- |  | ---------- |  | ---------- |
| MSSEMLPAFI |  | ETSNVDKKQG |  | INEDQEESQK |  | PRLGEGCEPI |  | SKRQMKKLIK |
| QKQWEEQREL |  | RKQKRKEKRK |  | RKKLERQCQM |  | EPNSDGHDRK |  | RVRRDVVHST |
| LRLIIDCSFD |  | HLMVLKDIKK |  | LHKQIQRCYA |  | ENRRALHPVQ |  | FYLTSHGGQL |
| KKNMDENDKG |  | WVNWKDIHIK |  | PEHYSELIKK |  | EDLIYLTSDS |  | PNILKELDES |
| KAYVIGGLVD |  | HNHHKGLTYK |  | QASDYGINHA |  | QLPLGNFVKM |  | NSRKVLAVNH |
| VFEIILEYLE |  | TRDWQEAFFT |  | ILPQRKGAVP |  | TDKACESASH |  | DNQSVRMEEG |
| GSDSDSSEEE |  | YSRNELDSPH |  | EEKQDKENHT |  | ESTVNSLPH  |  |            |

A: Аланін

C: Цистеїн

D: Аспарагінова кислота

E: Глутамінова кислота

F: Фенілаланін

G: Гліцин

H: Гістидин

I: Ізолейцин

K: Лізин

L: Лейцин

M: Метіонін

N: Аспарагін

P: Пролін

Q: Глутамін

R: Аргінін

S: Серин

T: Треонін

V: Валін

W: Триптофан

Кодований геном білок за функціями належить до трансфераз, метилтрансфераз, фосфопротеїнів. 
Задіяний у такому біологічному процесі як поліморфізм. 
Білок має сайт для зв'язування з s-аденозил-l-метіоніном. 
Локалізований у ядрі.